# TOM★CAT ベスト
『TOM★CAT ベスト』は、TOM★CATのベスト・アルバム。1987年4月21日発売。発売元はポニー。

## 収録曲
- 全作詞・作曲: TOM（特記以外）

1. TOUGH BOY
  - 編曲:うじきつよし、TOM
2. LOVE SONG
  - 作曲:高垣薫、編曲:Light house project
3. LADY BLUE
  - 編曲:TOM★CAT
4. LADY BLUE II -クリスマス・ソング-
  - 編曲: TOM★CAT
5. ひとりぼっちの反乱軍
  - 編曲: Light house project
6. 五月の夜の窓際で
  - 編曲: Light house project
7. 生まれついてのCRAZY
  - 編曲: Light house project
8. SALLY
  - 編曲: Light house project
9. サマータイム グラフィティ
  - 編曲: Light house project
10. ON THE STREET
  - 編曲: Light house project
11. ふられ気分でRock'n' Roll
  - 編曲: Light house project
12. ROUTE 16
  - 編曲: Light house project
13. FENCE
  - 編曲: Light house project
14. ダイヤモンド・シンドローム
  - 編曲: 瀬尾一三

## 関連作品
- ポプコン・スーパー・セレクション TOM☆CAT ベスト
- ポプコン マイ・リコメンド TOM☆CAT